# ملكة جمال إيطاليا
ملكة جمال إيطاليا هي اسم مسابقة جمال تمنح الجوائز للمتسابقين الشابات في كل عام،كانت الطبعة الأولى من المسابقة في عام 1939 قد ذهبت إليه كثير من المتنافسات لشغل في المناصب البارزة في التلفزيون والسينما و بدأت في عام 1939 من قبل دينو فيلاني كانت برعاية العلامة تجارية من إحدى شركات معجون الأسنان. بعد فترة انقطاع خلال الحرب العالمية الثانية، استأنفت المسابقة في عام 1946، واعتمد الاسم الحالي لملكة جمال إيطاليا.